# Robert Marland
Robert Davies Marland (* 13. Mai 1964 in Mississauga) ist ein ehemaliger kanadischer Ruderer.
Marland begann an der High School mit dem Rudersport und setzte seine Laufbahn im Achter der Trent University in Peterborough (Ontario) fort. 1986 ruderte er zusammen mit Raymond Collier und Steuermann Terry Paul bei den Weltmeisterschaften im Zweier mit Steuermann auf den achten Platz. Im Jahr darauf belegten Brian Saunderson, John Houlding, Robert Marland und Harold Backer mit Terry Paul den vierten Platz im Vierer mit Steuermann bei den Weltmeisterschaften 1987 in Kopenhagen. in dieser Besetzung gewann der Vierer auch die Bronzemedaille bei der Sommer-Universiade 1987. Bei den Olympischen Spielen 1988 belegte der Vierer den neunten Platz.
Nach einem völlig verkorksten Jahr im Einer gehörte Marland ab 1990 zum kanadischen Achter. Bei den Weltmeisterschaften 1990 siegte der Deutschland-Achter vor dem kanadischen Achter in der Besetzung Darren Barber, Andy Crosby, Robert Marland, Derek Porter, Michael Rascher, Bruce Robertson, Brian Saunderson, John Wallace und Terry Paul. Auch bei den Weltmeisterschaften 1991 siegten die Deutschen vor den Kanadiern, bei denen Don Telfer für Brian Saunderson im Boot saß. Bei der olympischen Regatta 1992 in Barcelona trat der kanadische Achter mit Michael Forgeron für Don Telfer an. Die Kanadier gewannen den ersten Vorlauf und belegten im ersten Halbfinale den zweiten Platz hinter den Rumänen. Im Finale siegten die Kanadier mit 14 Hundertstelsekunden Vorsprung vor den Rumänen, der Deutschlandachter erhielt die Bronzemedaille.
Der 1,95 m große Marland beendete seine Karriere nach dem Olympiasieg. Marland arbeitet bei Royal LePage, einem großen kanadischen Wohnungsbauunternehmen.